# Lago Berg
El lago Berg (en alemán: Bergsee) es un lago situado en el distrito de Llanura Lacustre Mecklemburguesa, en el estado de Mecklemburgo-Pomerania Occidental (Alemania), a una altitud de 62.8 metros; tiene un área de 55 hectáreas.